# Juan Antonio Álvarez de Arenales
Juan Antonio Álvarez de Arenales (Reinoso, o bien Salta, 13 de junio de 1770-Moraya, 4 de diciembre de 1831) fue un destacado militar argentino de posible origen español, gran mariscal del Perú, que participó en las guerras de la independencia de Argentina, Bolivia, Chile y Perú.

## Biografía
Según indica su acta de matrimonio con Serafina González de Hoyos, registrado en la ciudad de Salta el 9 de septiembre de 1795, nació en España en la localidad denominada Villa de Reinoso, en Castilla, en 1770. Algunos autores señalan que podría haber nacido en la ciudad de Salta. Fue hijo de Francisco Álvarez Arenales y de María González.
Según el genealogista Narciso Binayán Carmona, era descendiente del conquistador, explorador y colonizador español Domingo Martínez de Irala (1509-1556); sus antepasados tenían un remoto origen mestizo  guaraní, que compartía con muchos próceres de la época de la Independencia y con grandes personajes paraguayos y argentinos.
En 1784 llegó con su familia a Buenos Aires, donde fue educado para seguir la carrera eclesiástica. Arenales optó por la carrera militar. En 1795 se lo designó como Juez Real Subdelegado, en el partido de Arque, provincia de Cochabamba y en 1804 ocupa un cargo en Yamparaes, provincia de Charcas.

## Luchas en el Alto Perú
Tras concluir sus estudios fue enviado al Alto Perú, donde formó parte de la Revolución de Chuquisaca del 25 de mayo de 1809, primer movimiento contra el dominio español llevado a cabo en el Virreinato del Río de la Plata.
Participó en la creación de la primera Junta que buscó emanciparse de las autoridades realistas. Arenales se convirtió en dirigente contra el gobierno colonial y Comandante de las milicias que organizó. Sofocada la insurrección por parte del monárquico Vicente Nieto, sus tropas se dispersaron y fue arrestado. Enviado preso a las casamatas del Callao, huyó en fecha desconocida, llegando en secreto a la ciudad de Salta. Allí se casó con Serafina de González Hoyos (hija de Bonifacio González de Hoyos y María Martina de Torres Gaete y Córdoba) y fue nombrado regidor del cabildo. Producida la invasión realista de 1812, fue nuevamente arrestado.
Luego que Manuel Belgrano, designado general de las Provincias Unidas del Río de la Plata, obtuviera la decisiva victoria patriota de la Batalla de Tucumán, el 24 y 25 de septiembre de 1812, el coronel Eustoquio Díaz Vélez, quien tenía el cargo de mayor general, logró recuperar Salta por unos días y liberó a Arenales, antes de que el derrotado general Pío Tristán llegara y se apoderara nuevamente la ciudad. Arenales huyó y se presentó ante Belgrano, quien le reconoció el grado de coronel. Participó en la batalla de Salta, el 20 de febrero de 1813, como jefe del estado mayor. Por su brillante desempeño en esta nueva victoria de las armas revolucionarias, la Asamblea del Año XIII le concedió la ciudadanía de las Provincias Unidas del Río de la Plata, con residencia en Salta.
Durante la Segunda expedición auxiliadora al Alto Perú Arenales subió al Alto Perú y fue nombrado gobernador de Cochabamba y "comandante general de las tropas del interior". Después de las derrotas de Vilcapugio y Ayohúma, intentó por un tiempo defender su provincia, pero fue vencido. Sin embargo, ayudó a Ignacio Warnes a resguardar la provincia de Santa Cruz de la Sierra. Organizó la guerra de guerrillas tan exitosamente que el general Joaquín de la Pezuela se vio forzado a abandonar las provincias norteñas argentinas. Fue el comandante de la Republiqueta de Vallegrande.
Con la victoria en la batalla de La Florida, en que recibió muchas heridas y casi perdió la vida, aseguró la entrada al Alto Perú del Ejército del Norte, en su tercer intento por incorporar el Alto Perú a la revolución, al mando de José Rondeau, y reocupó la ciudad de Cochabamba.
Cuando los patriotas fueron derrotados en Venta y Media, Rondeau se dirigió a reorganizarse a Cochabamba, donde fue derrotado por Pezuela en la Batalla de Sipe Sipe, en noviembre de 1815. Arenales intentó resistir por unas semanas, pero fue derrotado en Samaipata y regresó a Salta.

## Perú y la Campaña de la Sierra

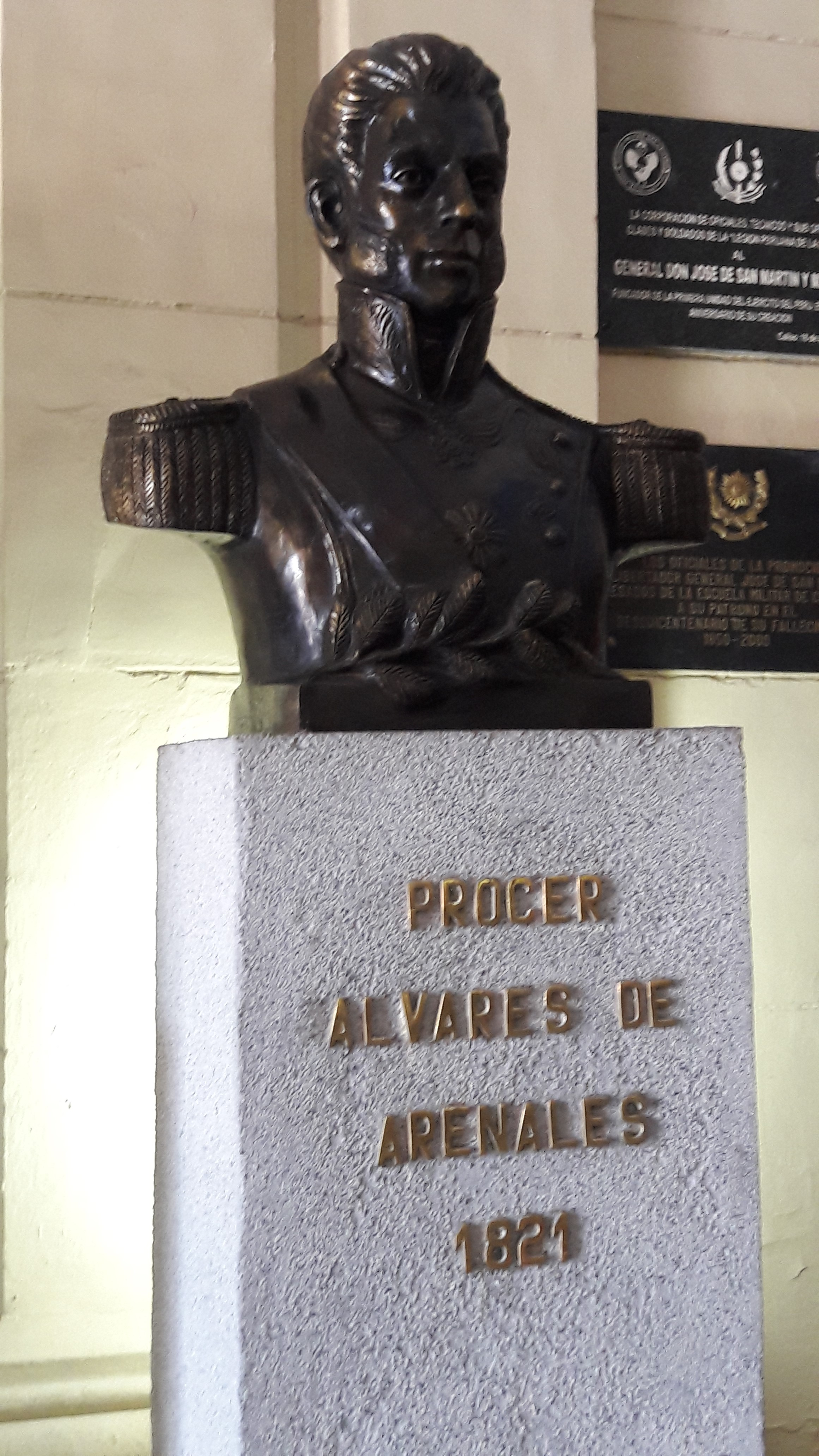
Efigies de Álvarez de Arenales en el Panteón de los Próceres en Lima.

Allí fue ascendido a general y se enfrentó al caudillo Martín Miguel de Güemes por la forma en que este llevaba adelante la Guerra Gaucha, exitosa estrategia defensiva de defensa de la frontera norte del país, pero muy costosa para la provincia, en especial para las clases altas.
A mediados de 1817 fue nombrado comandante del ejército provincial de Córdoba, en lucha casi permanente con pequeños grupos de gauchos rebeldes; no obtuvo resultados positivos contra los federales.
A principios del año1819 reemplazó, en el cargo de Gobernador Intendente de Córdoba, a Manuel Antonio Castro. Función que desempeñó hasta el 8 de mayo de ese mismo año. 
En 1819 se incorporó al Ejército de los Andes en Chile. El general José de San Martín lo designó al mando de una división para su Expedición libertadora del Perú. Tras su llegada a destino se hizo cargo de las dos importantes campañas a las sierras, para obtener el control sobre esa área antes que los realistas pudieran utilizarlas como base de operaciones.
Durante la primera campaña logró cuatro victorias en Palpa, Nazca, Cuesta de Tarma y, la más importante, la batalla de Cerro de Pasco. Logró tomar varias provincias para los patriotas: Ica, Huamanga, Huánuco, Huancavelica y Pasco. Los realistas temieron perder contacto con el interior, de modo que evacuaron Lima, y aunque San Martín lo envió a una segunda campaña a la sierra, no pudo impedir la retirada del virrey José de la Serna y su ocupación de todo el interior del país. La última resistencia en esa zona fue la de algunas guerrillas dirigidas por el futuro caudillo mendocino José Félix Aldao, pero finalmente tuvo también que retirarse.
Algo que no es muy difundido es que el 6 de diciembre de 1820, después de la Batalla de Cerro de Pasco, Álvarez de Arenales realizó el primer grito de independencia en el balcón de la entonces conocida "Casa Vegas" en el Cerro de Pasco.
Tras la proclamación de la Independencia del Perú, fue nombrado gobernador de las provincias norteñas del futuro territorio peruano, donde el gobernador de Trujillo, José Bernardo de Tagle se había pasado a los patriotas. Allí tuvo la responsabilidad sobre la instrucción de las tropas y la preparación de la campaña al Ecuador, siendo nombrado comandante en jefe de la Expedición Auxiliadora a Quito, cargo que declinó en dos ocasiones, por lo que para no demorar la ayuda que necesitaba la Provincia Libre de Guayaquil y el mismo general Antonio José de Sucre, el comando recayó en Andrés de Santa Cruz. 
Por todos sus servicios a la causa independentista fue gratificado con el rango de Gran Mariscal. Para seguir organizando estas tropas pidió ayuda al senado peruano en forma un tanto descomedida y fue sancionado. Poco antes de la Entrevista de Guayaquil entre los Libertadores José de San Martín y Simón Bolívar, intentó sin éxito mediar entre ellos. Decepcionado, se retiró en 1823 a Salta.

## Gobernador de Salta

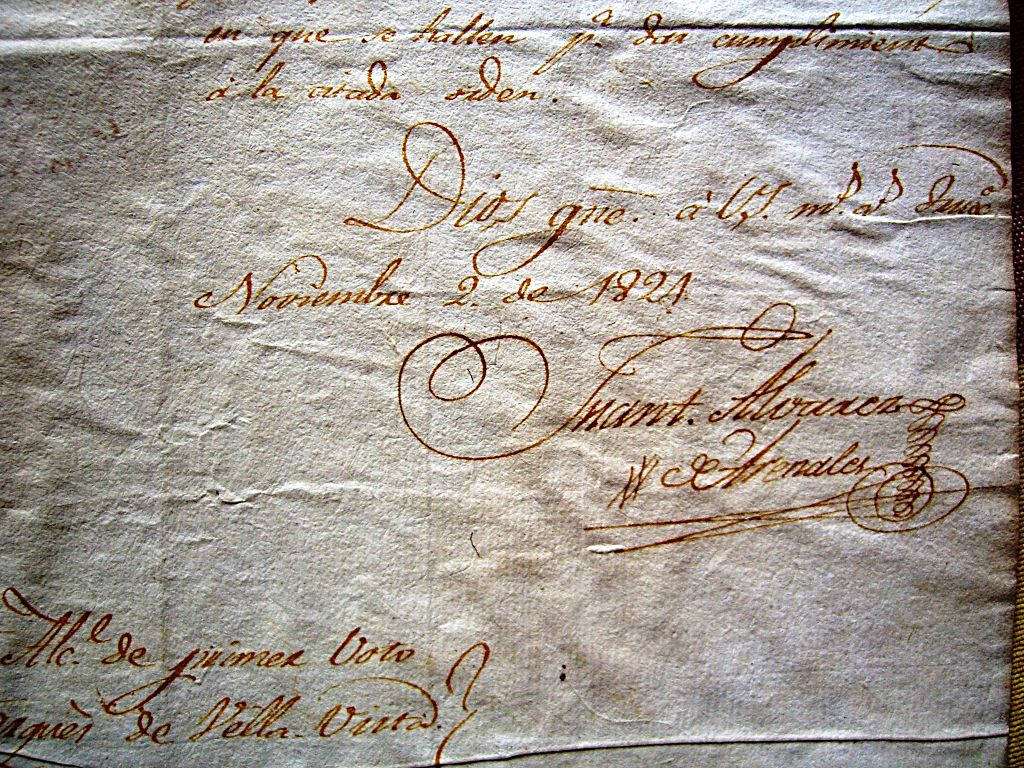
Firma de Arenales.

El 1 de enero de 1824 fue nombrado gobernador de Salta. Su administración fue ordenada y eficiente, procurando establecer un gobierno liberal en concordancia con el que Bernardino Rivadavia había establecido en Buenos Aires. Al año siguiente hizo una última campaña al Alto Perú, esperando luchar contra el último reducto realista en esas provincias; pero el general realista Pedro de Olañeta murió asesinado por sus propios soldados, y en definitiva Arenales no logró nada: incluso fracasó en reincorporar a su provincia (Salta) la región de Tarija, que había sido parte de la misma.
Envió tropas salteñas para colaborar en la Guerra del Brasil, librada entre las Provincias Unidas del Río de la Plata y el Imperio del Brasil a consecuencia de la decisión de la Banda Oriental de reincorporarse como una provincia rioplatense.
Fue reelecto gobernador de su provincia en 1826 y organizó una expedición de reconocimiento del río Bermejo con el objeto de evitar los ataques de los indígenas del Chaco.
Los federales se oponían a su gobierno, y lo acusaban de querer perpetuarse en la gobernación. Ya en el mes de febrero de 1824 había estallado una revolución en su contra, que terminó con el fusilamiento de su cabecilla, el coronel Bernardino Olivera, héroe de la guerra gaucha. En mayo de 1826 fracasó una nueva revolución, pero la de enero de 1827, dirigida por José Ignacio Gorriti, tuvo más éxito. Arenales envió al coronel Francisco Bedoya –el mismo militar que había derrotado a Francisco Ramírez en su última batalla– a enfrentar a los sublevados, pero éste fue derrotado y muerto en combate en Chicoana, el 7 de febrero. La derrota de las tropas oficialistas ocasionó que Álvarez de Arenales y sus partidarios se exiliaran en Bolivia.
Regresó a su provincia en la época de la guerra civil de 1829 pero no actuó en política. Después de la derrota de los unitarios en la batalla de La Ciudadela, se marchó a Bolivia "a visitar unos parientes".

## Muerte
Falleció en la localidad de Moraya, Bolivia, en 1831, en la casa del coronel José Manuel Pizarro. Fue sepultado allí en el osario común a excepción del cráneo, conservado por el coronel Pizarro y entregado en la ciudad de Buenos Aires a doña María Josefa Arenales de Uriburu, su hija y madre del futuro presidente de la República Argentina, José Evaristo Uriburu. 
En mayo de 1959 llegaron a Salta sus restos, siendo depositados en el Panteón de las Glorias del Norte, tras cumplirse una emotiva ceremonia cívico militar en la Catedral de Salta.

## Visión y Legado
Arenales fue militar de carrera que jamás vistió ropas civiles, que no necesitaba sirvientes y que ensillaba su propia mula; si era necesario, la herraba él mismo. No permitía que nadie lo tratara con familiaridad y creía al pie de la letra en las jerarquías militares.
Fue un patriota convencido de la revolución llevada a cabo en las Provincias Unidas del Río de la Plata y un luchador incansable por conservar la unidad de los territorios independizados de la Corona española. Es considerado héroe nacional tanto en Argentina como en Perú.
Entre sus descendientes, se encuentran su nieto el presidente argentino José Evaristo Uriburu y su bisnieto el también presidente José Félix Uriburu.